# Frederick C. Weyand
Frederick Carlton Weyand (født 15. september 1916 i Arbuckle i Californien, død 10. februar 2010) var en amerikansk general og generalstabschef, som gjorde tjeneste i den amerikanske hær fra 1938 til 1976.

## Militærkarriere

### Starten af karrieren
Weyand bliver udnævnt til sekondløjtnant efter officerstræningsprogram på University of California, Berkeley i 1938.

### Anden verdenskrig
Fra 1940 – 1942 tjente Weyand som aktiv artilleriofficer, fik uddannelse som generalstabsofficer i 1942, gjorde tjeneste ved havneforsvaret i San Francisco i 1942 – 1943, virkede som efterretningsofficer i krigsministeriet i 1944 og forrettede tjeneste som næstkommanderende i efterretningstjenesten på krigsskuepladsen i det fjerne østen i 1944 – 1945.

### Koreakrigen og foranliggende periode
Weyand var efterretningsofficer i Washington, 1945 – 1946, chef for efterretningstjenesten i det centrale stillehavsområde, 1949 for den amerikanske hær og var chef for et infanteriregiment samt fungerede som assisterende stabschef i en infanteridivision under Koreakrigen, 1950 – 1951.

### Før Vietnamkrigen
Weyand gjorde tjeneste som chef for et infanteriregiment i Europa 1960 – 1961 og chef for den amerikanske hærs juridiske afdeling i Europa 1961 – 1964.

### Vietnamkrigen
Weyand er divisionschef 1965 – 1966. Militærrådgiver for den amerikanske ambassadør Henry Cabot Lodge under fredsforhandlingerne i Paris i 1969. Efterfulgte general Creigton Abrams som chef for de amerikanske styrker i Vietnam i 1972.

### Efter Vietnamkrigen
Weyand udnævntes til øverstkommanderende general for den amerikanske hær i stllehavsområdet i 1973 og virkede i perioden 1974 – 1976 som generalstabschef, hvorefter han gik på pension.

## Udnævnelser
OBS! Nogle årstalangivelser henviser til temporære udnævnelser med senere permant rang til følge.
- 1938 – Sekondløjtnant
- 1941 – Premierløjtnant
- 1942 – Kaptajn
- 1942 – Major
- 1945 – Oberstløjtnant
- 1955 – Oberst
- 1960 – Brigadegeneral
- 1962 – Generalmajor
- 1968 – Generalløjtnant
- 1970 – General

## Dekorationer
- Distinguished Service Cross
- Distinguished Service Medal, fem gange
- Silver Star
- Bronze Star, to gange
- Commander of the Legion of Merit